# Andrea Tagwerker
Andrea Tagwerker (Bludenz, 23 de octubre de 1970) es una deportista austríaca que compitió en luge en la modalidad individual.
Participó en cuatro Juegos Olímpicos de Invierno, entre los años 1988 y 1998, obteniendo una medalla de bronce en Lillehammer 1994, en la prueba individual, el séptimo lugar en Albertville 1992 y el quinto en Nagano 1998.
Ganó cuatro medallas en el Campeonato Mundial de Luge entre los años 1991 y 1999, y seis medallas en el Campeonato Europeo de Luge entre los años 1992 y 1998.

## Palmarés internacional
| Juegos Olímpicos   | Juegos Olímpicos      | Juegos Olímpicos  | Juegos Olímpicos |
| Año                | Lugar                 | Medalla           | Prueba           |
| ------------------ | --------------------- | ----------------- | ---------------- |
| 1994               | Lillehammer (Noruega) | Medalla de bronce | Individual       |
| Campeonato Mundial |                       |                   |                  |
| Año                | Lugar                 | Medalla           | Prueba           |
| 1991               | Winterberg (Alemania) | Medalla de plata  | Equipo           |
| 1996               | Altenberg (Alemania)  | Medalla de oro    | Equipo           |
| 1997               | Igls (Austria)        | Medalla de oro    | Equipo           |
| 1999               | Königssee (Alemania)  | Medalla de oro    | Equipo           |
| Campeonato Europeo |                       |                   |                  |
| Año                | Lugar                 | Medalla           | Prueba           |
| 1992               | Winterberg (Alemania) | Medalla de plata  | Equipo           |
| 1994               | Königssee (Alemania)  | Medalla de bronce | Equipo           |
| 1996               | Sigulda (Letonia)     | Medalla de plata  | Equipo           |
| 1996               | Sigulda (Letonia)     | Medalla de bronce | Individual       |
| 1998               | Oberhof (Alemania)    | Medalla de plata  | Individual       |
| 1998               | Oberhof (Alemania)    | Medalla de bronce | Equipo           |